# Ramnacee
Ramnaceele (Rhamnaceae) sunt o familie de plante superioare angiosperme dicotiledonate din ordinul Rosales, care cuprinde 53 de genuri cu cca 875 de specii de plante lemnoase, arbuști sau arbori, adesea spinoși, răspândite în toate regiunile globului. Frunzele sunt căzătoare sau persistente, simple, întregi, alterne sau opuse, cu stipele mici, caduce sau transformate în spini. Flori de obicei mici, hermafrodite actinomorfe, solitare sau în inflorescențe cimoase, axilare, fasciculate, mai rar racemiforme. Receptacul axului floral în formă de cupă sau pahar. Caliciul dialisepal, cu 4-5 sepale valvate. Corola dialipetală, cu 4-5 petale mici, adesea concave sau glugate. Androceul, cu 4-5 stamine așezate în fața petalelor. Gineceul, cu 2-5 (de regulă 3) carpele, unite, cu ovar inferior, liber sau concrescut cu receptaculul, 2-4 (5)-locular, în fiecare lojă se află un ovul bazal, ascendent și apotrop, stilul este simplu sau divizat. Fructul este o capsulă pluriloculară sau drupă cu mai mulți sâmburi. Organele vegetative conțin glicozide (emodină), mucilagii și saponine. Fructele unor specii (Ziziphus jujuba, Ziziphus lotus) sunt comestibile. Mai multe specii de Rhamnus, datorită principiilor purgativi, conținuți în fructe (emodină, frangulozidă) și scoarță, prezintă un interes medical deosebit. Coloranții extrași din scoarță unor specii sunt folosiți în vopsitorii. Flora României conține 5 specii ce aparțin la 4 genuri.

## Specii din România
Flora României conține 5 specii ce aparțin la 3-4 genuri: Paliurus; Ziziphus; Rhamnus; Frangula (care este inclusă de unii autori în Rhamnus):
- Paliurus
  - Paliurus spina-christi = Spinul lui Christos, Păliur
- Rhamnus
  - Rhamnus cathartica = Verigariu, Spinul cerbului
  - Rhamnus saxatilis = Verigariu
  - Rhamnus frangula (Frangula alnus) = Crușân, Crușin, Pațachină
- Ziziphus
  - Ziziphus jujuba = Finap, Măslin dobrogean